# Torneo Clausura 2011 (Paraguay)
El Torneo Clausura 2011 (Copa Tigo-Visión Banco, por motivos comerciales), denominado Bicentenario de la República del Paraguay, fue el centésimo quinto campeonato oficial de Primera División organizado por la Asociación Paraguaya de Fútbol (APF). Comenzó el 29 de julio, y llegó a su fin el 18 de diciembre.
Se proclamó campeón nacional por trigésimo novena vez en su historia el Club Olimpia, club con más títulos nacionales y el único con títulos internacionales en el país después de 11 años sin ganar un título de liga.

## Sistema de competición
El modo de disputa implementado fue, al igual que en las temporadas precedentes, el de todos contra todos a partidos de ida y vuelta, es decir a dos rondas compuestas por once jornadas cada una con localía recíproca. Se convierte en campeón el equipo que acumula la mayor cantidad de puntos al término de las 22 fechas. En caso de paridad de puntos entre dos contendientes, se hubiese definido el título en un partido extra. De existir más de dos en disputa, se resolvía según los siguientes parámetros:
1) saldo de goles;
2) mayor cantidad de goles marcados;
3) mayor cantidad de goles marcados en condición de visitante;
4) sorteo.

## Producto de la clasificación

### Directo
- El torneo coronó al campeón número 105 en la historia de la Primera División de Paraguay.

- Este obtuvo el acceso a la fase de grupos de la próxima edición de la Copa Libertadores de América.

### Indirecto
- Por medio de la combinación de puntos de este campeonato y el anterior se otorgaron un cupo para la primera fase de la Copa Libertadores y cuatro para la Copa Sudamericana, ambas a realizarse en 2012.

- Por último, fueron determinados, sobre la base de sus promedios obtenidos en las últimas tres temporadas, los dos equipos descendidos a la Segunda División.

## Relevo anual de clubes
| Ascendidos a la Primera División                   |
| -------------------------------------------------- |
| General Caballero (Campeón de División Intermedia) |
| Independiente (2º de Intermedia)                   |

| Descendidos a División Intermedia   |
| ----------------------------------- |
| Sport Colombia (2º peor promedio)   |
| Sportivo Trinidense (Peor promedio) |

## Equipos participantes
| Equipos           | Entrenador        | Fundación                | Ciudad                  | Estadio             | Capacidad |
| ----------------- | ----------------- | ------------------------ | ----------------------- | ------------------- | --------- |
| 3 de Febrero      | Luis Blanco       | 20 de noviembre de 1970  | Ciudad del Este         | A. Oddone Sarubbi   | 28.000    |
| Cerro Porteño     | Mario Grana       | 1 de octubre de 1912     | Asunción                | General Pablo Rojas | 32.910    |
| General Caballero | Eumelio Palacios  | Asunción                 | 6 de septiembre de 1918 | Hugo Bogado Vaceque | 5.000     |
| Guaraní           | James Freitas     | 12 de octubre de 1903    | Asunción                | Rogelio Livieres    | 6.000     |
| Independiente     | Pablo Caballero   | 20 de septiembre de 1925 | Asunción                | Ricardo Gregor      | 1.500     |
| Libertad          | Jorge Burruchaga  | 30 de julio de 1905      | Asunción                | Dr. Nicolás Leoz    | 10.000    |
| Nacional          | Juan Battaglia    | 5 de junio de 1904       | Asunción                | Arsenio Erico       | 4.000     |
| Olimpia           | Gerardo Pelusso   | 25 de julio de 1902      | Asunción                | Manuel Ferreira     | 20.000    |
| Rubio Ñu          | Humberto Ovelar   | 24 de agosto de 1913     | Asunción                | La Arboleda         | 5.500     |
| Sol de América    | Ricardo Dabrowski | 22 de marzo de 1909      | Villa Elisa             | Luis Alfonso Giagni | 5.000     |
| Sportivo Luqueño  | Daniel Lanata     | 1 de mayo de 1921        | Luque                   | Feliciano Cáceres   | 25.000    |
| Tacuary           | Francisco Ocampo  | 10 de diciembre de 1923  | Asunción                | Roberto Béttega     | 7.000     |

El campeonato contó con la participación de doce equipos, en su gran mayoría pertenecientes a la capital del país.
Nueve fueron de Asunción, dos provinieron de ciudades cercanas a ésta, Luque y Villa Elisa, y uno pertenecía a Ciudad del Este.
Los únicos clubes que nunca abandonaron esta categoría (también conocida como División de Honor) son tres: Olimpia, Guaraní y Cerro Porteño, completando con este torneo 105, 104 y 99 participaciones, respectivamente.

### Distribución geográfica de los equipos
| Región                      | Cant. | Equipos |
| --------------------------- | ----- | --- |
| Distrito Capital            | 9     | Cerro Porteño, General Caballero, Guaraní, Independiente CG, Libertad, Nacional, Olimpia, Rubio Ñu, Tacuary |
| Departamento Central        | 2     | Sp. Luqueño, Sol de América                                                                                 |
| Departamento de Alto Paraná | 1     | 3 de Febrero                                                                                                |

## Cambio de entrenadores
| Equipos           | DT. ste.          | Cese             | DT. ete.               | Designación      |
| ----------------- | ----------------- | ---------------- | ---------------------- | ---------------- |
| 3 de Febrero      | Daniel Lanata     | 22 de agosto     | Óscar Paulín           | 23 de agosto     |
| Guaraní           | Félix Darío León  | 23 de agosto     | Humberto Almeida       | 23 de agosto     |
| General Caballero | Pedro Rodríguez   | 4 de septiembre  | Eumelio Ramón Palacios | 5 de septiembre  |
| Sol de América    | Jorge Luis Campos | 10 de septiembre | Ricardo Dabrowski      | 11 de septiembre |
| Cerro Porteño     | Leonardo Astrada  | 25 de septiembre | Mario Grana            | 26 de septiembre |
| 3 de Febrero      | Óscar Paulín      | 4 de octubre     | Luis Blanco            | 4 de octubre     |
| Sportivo Luqueño  | Rolando Chilavert | 16 de octubre    | Daniel Raschle         | 17 de octubre    |
| Guaraní           | Humberto Almeida  | 27 de noviembre  | James Freitas          | 28 de noviembre  |
| Sportivo Luqueño  | Daniel Raschle    | 30 de noviembre  | Daniel Lanata          | 30 de noviembre  |

## Balón
La Adidas SpeedCell, similar a su antecesora Jabulani empleada en el campeonato anterior, fue la pelota oficial del torneo.

## Cobertura televisiva
La empresa productora de contenido audiovisual, Teledeportes Paraguay, perteneciente al multimedios argentino Grupo Clarín, es la acreedora exclusiva de los derechos de transmisión de los partidos del campeonato paraguayo de fútbol desde 1999. Emitió en vivo tres juegos por jornada a través del canal por cable Unicanal de Cablevisión, y el posterior resumen con lo mejor de cada encuentro por la señal de aire de Telefuturo (Canal 4).

## Patrocinio
La compañía de telefonía celular, Tigo, y la institución bancaria de tipo microfinanciero, Visión Banco, son las encargadas de patrocinar todos los torneos realizados por la APF. El vínculo contractual con la primera se concretó a partir de 2008 con la celebración del torneo Apertura del mismo año. En tanto que la relación con el otro espónsor para respaldar cada campeonato se inició a principios de 2010.
Los premios en efectivo fueron fijados en US$ 55.000 dólares para el campeón y 10.000 para el subcampeón.

## Clasificación
- Fuente[23]

| Pos. | Equipos           | PJ | PG | PE | PP | GF | GC | Dif. | Pts. |
| ---- | ----------------- | -- | -- | -- | -- | -- | -- | ---- | ---- |
| 1.   | Olimpia           | 22 | 14 | 4  | 4  | 38 | 22 | 16   | 46   |
| 2.   | Cerro Porteño     | 22 | 12 | 7  | 3  | 41 | 22 | 19   | 43   |
| 3.   | Libertad          | 22 | 11 | 7  | 4  | 36 | 19 | 17   | 40   |
| 4.   | Nacional          | 22 | 11 | 3  | 8  | 34 | 27 | 7    | 36   |
| 5.   | Tacuary           | 22 | 7  | 9  | 6  | 31 | 28 | 3    | 30   |
| 6.   | Independiente     | 22 | 7  | 9  | 6  | 29 | 26 | 3    | 30   |
| 7.   | Sol de América    | 22 | 7  | 7  | 8  | 27 | 30 | -3   | 28   |
| 8.   | Rubio Ñu          | 22 | 7  | 6  | 9  | 25 | 29 | -4   | 27   |
| 9.   | Guaraní           | 22 | 6  | 6  | 10 | 32 | 37 | -5   | 24   |
| 10.  | General Caballero | 22 | 7  | 2  | 13 | 29 | 49 | -20  | 23   |
| 11.  | 3 de Febrero      | 22 | 4  | 6  | 12 | 29 | 41 | -12  | 18   |
| 12.  | Sportivo Luqueño  | 22 | 3  | 6  | 13 | 18 | 39 | -21  | 15   |

 Pos=Posición; PJ=Partidos jugados; G=Partidos ganados; E=Partidos empatados; P=Partidos perdidos; GF=Goles a favor; GC=Goles en contra; DIF=Diferencia de gol; Pts=Puntos

### Evolución de la clasificación
| E\J | 01 | 02 | 03 | 04 | 05 | 06 | 07 | 08 | 09 | 10 | 11 | 12 | 13 | 14 | 15 | 16 | 17 | 18 | 19 | 20 | 21 | 22 |
| --- | -- | -- | -- | -- | -- | -- | -- | -- | -- | -- | -- | -- | -- | -- | -- | -- | -- | -- | -- | -- | -- | -- |
| 3FE | 10 | 12 | 12 | 12 | 12 | 12 | 11 | 10 | 11 | 11 | 12 | 12 | 12 | 12 | 12 | 12 | 11 | 11 | 11 | 11 | 11 | 11 |
| CER | 1  | 1  | 3  | 4  | 3  | 4  | 4  | 5  | 5  | 3  | 3  | 3  | 3  | 2  | 4  | 4  | 4  | 3  | 3  | 2  | 2  | 2  |
| GCA | 4  | 5  | 9  | 9  | 6  | 8  | 10 | 11 | 12 | 12 | 11 | 11 | 10 | 10 | 10 | 10 | 10 | 10 | 10 | 10 | 10 | 10 |
| GUA | 9  | 8  | 6  | 8  | 10 | 7  | 5  | 4  | 3  | 4  | 4  | 5  | 5  | 6  | 9  | 9  | 9  | 9  | 9  | 9  | 9  | 9  |
| IND | 11 | 10 | 7  | 7  | 8  | 9  | 7  | 9  | 9  | 7  | 6  | 6  | 7  | 9  | 8  | 5  | 5  | 5  | 6  | 7  | 6  | 6  |
| LIB | 5  | 6  | 5  | 2  | 2  | 2  | 1  | 1  | 2  | 2  | 2  | 2  | 2  | 1  | 1  | 1  | 1  | 1  | 1  | 3  | 3  | 3  |
| NAC | 5  | 3  | 1  | 3  | 4  | 3  | 1  | 1  | 1  | 1  | 1  | 1  | 1  | 3  | 1  | 1  | 1  | 4  | 4  | 4  | 4  | 4  |
| OLI | 2  | 1  | 2  | 1  | 1  | 1  | 3  | 3  | 4  | 5  | 5  | 4  | 4  | 4  | 3  | 3  | 3  | 2  | 2  | 1  | 1  | 1  |
| RUB | 12 | 11 | 8  | 5  | 5  | 5  | 8  | 6  | 8  | 9  | 8  | 8  | 9  | 8  | 5  | 7  | 7  | 7  | 8  | 8  | 8  | 8  |
| SOL | 5  | 6  | 10 | 10 | 11 | 11 | 12 | 12 | 10 | 10 | 10 | 9  | 6  | 5  | 6  | 6  | 6  | 6  | 7  | 6  | 7  | 7  |
| SLU | 5  | 9  | 11 | 11 | 9  | 10 | 6  | 8  | 7  | 8  | 9  | 10 | 11 | 11 | 11 | 11 | 12 | 12 | 12 | 12 | 12 | 12 |
| TAC | 3  | 4  | 4  | 6  | 7  | 6  | 9  | 7  | 6  | 6  | 7  | 7  | 8  | 7  | 7  | 8  | 8  | 8  | 5  | 5  | 5  | 5  |

|  |                             |
|  | Líder                       |
|  | Con un partido pendiente    |
|  | Con dos partidos pendientes |

## Resultados
- Fuente[24]

| L\V | 3FE | CER | GCA | GUA | IND | LIB | NAC | OLI | RUB | SOL | SLU | TAC |
| --- | --- | --- | --- | --- | --- | --- | --- | --- | --- | --- | --- | --- |
| 3FE |     | 1:1 | 5:2 | 0:2 | 0:1 | 2:1 | 1:1 | 0:1 | 1:2 | 2:2 | 1:1 | 2:3 |
| CER | 3:0 |     | 5:1 | 0:1 | 0:1 | 1:1 | 1:3 | 0:0 | 1:1 | 2:0 | 4:2 | 2:1 |
| GCA | 3:7 | 2:4 |     | 2:0 | 2:1 | 0:3 | 2:0 | 1:2 | 0:1 | 1:2 | 2:1 | 1:1 |
| GUA | 0:0 | 0:2 | 1:2 |     | 2:2 | 0:3 | 1:2 | 3:4 | 2:2 | 3:1 | 2:0 | 0:0 |
| IND | 2:0 | 1:3 | 1:1 | 1:1 |     | 1:1 | 3:1 | 0:2 | 3:1 | 1:1 | 0:0 | 1:0 |
| LIB | 4:1 | 0:1 | 1:0 | 3:2 | 2:2 |     | 1:1 | 2:1 | 2:1 | 0:2 | 2:0 | 1:1 |
| NAC | 2:0 | 1:1 | 3:0 | 5:2 | 2:1 | 2:1 |     | 1:0 | 1:2 | 0:1 | 2:1 | 3:4 |
| OLI | 4:0 | 1:1 | 2:1 | 2:0 | 2:2 | 0:2 | 1:0 |     | 2:1 | 1:0 | 2:0 | 3:1 |
| RUB | 2:1 | 0:2 | 0:2 | 2:2 | 1:1 | 0:2 | 2:3 | 1:1 |     | 2:0 | 1:0 | 1:2 |
| SOL | 1:3 | 2:2 | 4:0 | 2:1 | 3:1 | 0:3 | 0:1 | 1:3 | 0:0 |     | 1:1 | 1:1 |
| SLU | 1:0 | 2:3 | 1:4 | 1:5 | 0:3 | 0:0 | 1:0 | 3:1 | 0:2 | 1:2 |     | 2:2 |
| TAC | 2:2 | 1:2 | 4:0 | 1:2 | 1:0 | 1:1 | 1:0 | 2:3 | 1:0 | 1:1 | 0:0 |     |

## Campeón
|                             |
| Campeón Olimpia 39.º título |

## Máximos goleadores
| País                | Jugador            | Equipo            | Goles |
| ------------------- | ------------------ | ----------------- | ----- |
| Bandera de Paraguay | Freddy Bareiro     | Cerro Porteño     | 13    |
| Bandera de Paraguay | Pablo Zeballos     | Olimpia           | 12    |
| Bandera de Paraguay | Hugo Santacruz     | General Caballero | 11    |
| Bandera de Paraguay | Federico Santander | Guaraní           | 10    |
| Bandera de Paraguay | Julio Aguilar      | Independiente     | 9     |
| Bandera de Paraguay | Arnaldo Castorino  | 3 de Febrero      | 9     |

## Público asistente

### Pagantes por equipos
La tabla siguiente muestra la cantidad de pagantes que acumula cada equipo en sus respectivos partidos. Se asigna en su totalidad el mismo número de espectadores a ambos protagonistas de un juego. No se suma el ingreso de socios e invitados especiales.
| Pos. | Equipos           | PJ | As.     |
| ---- | ----------------- | -- | ------- |
| 1.   | Olimpia           | 22 | 176.481 |
| 2.   | Cerro Porteño     | 22 | 119.192 |
| 3.   | Rubio Ñu          | 22 | 54.745  |
| 4.   | Libertad          | 22 | 52.216  |
| 5.   | 3 de Febrero      | 22 | 33.738  |
| 6.   | Guaraní           | 22 | 33.608  |
| 7.   | Nacional          | 22 | 29.961  |
| 8.   | Sportivo Luqueño  | 22 | 29.145  |
| 9.   | Sol de América    | 22 | 25.868  |
| 10.  | Independiente     | 22 | 24.833  |
| 11.  | Tacuary           | 22 | 18.874  |
| 12.  | General Caballero | 22 | 12.424  |

### Pagantes por partidos
A continuación se listan los diez partidos con mayor cantidad de pagantes.
| Pos. | Partido                      | Asistentes | Estadio              | Fecha |
| ---- | ---------------------------- | ---------- | -------------------- | ----- |
| 1.   | Olimpia-Rubio Ñu             | 29.258     | Defensores del Chaco | 22    |
| 2.   | Cerro Porteño-Olimpia        | 21.022     | Defensores del Chaco | 17    |
| 3.   | Libertad-Olimpia             | 14.158     | Defensores del Chaco | 3     |
| 4.   | Olimpia-Cerro Porteño        | 12.834     | Defensores del Chaco | 6     |
| 5.   | 3 de Febrero-Olimpia         | 10.470     | A. Oddone Sarubbi    | 13    |
| 6.   | Libertad-Cerro Porteño       | 10.078     | Defensores del Chaco | 20    |
| 7.   | Guaraní-Olimpia              | 9.237      | Defensores del Chaco | 1     |
| 8.   | Olimpia-Libertad             | 8.483      | Defensores del Chaco | 14    |
| 9.   | Sol de América-Cerro Porteño | 8.172      | Feliciano Cáceres    | 22    |
| 10.  | Olimpia-Tacuary              | 8.081      | Defensores del Chaco | 10    |

- El partido con la mayor cantidad de espectadores –incluyendo a quienes no abonaron el costo de sus entradas beneficiados por ser socios– fue el disputado en la última fecha del certamen entre Olimpia y Rubio Ñu con una asistencia total de 29.250 personas. Le sigue por escaso margen el jugado en la sexta jornada entre Olimpia y Cerro Porteño, ocasión en la que presenciaron el cotejo unos 29.172 aficionados. Ambos encuentros escenificados en el estadio Defensores del Chaco.

## Clasificación para copas internacionales

### Puntaje acumulado
El puntaje acumulado de un equipo es la suma del obtenido en los torneos Apertura y Clausura de 2011. Este determinó al cierre de temporada la clasificación de los representantes de la APF en los torneos de Conmebol del año siguiente.
- Para la Copa Libertadores 2012 clasificaron 3: los campeones del Apertura y Clausura, ordenados según sus posiciones finales en la tabla adjunta[25] y el mejor colocado, sin contar a los mencionados anteriormente.[26] Si el mismo club repitiera el título logra automáticamente el primer cupo, otorgando los restantes a los finalizados en segundo y tercer lugar.[27]

- Para la Copa Sudamericana 2012 clasificaron 4: el ganador del Apertura o Clausura con la mayor cantidad de puntos acumulados, y los mejores posicionados, excluyendo a los clasificados 2 y 3 de la Libertadores.[28][29]

Se tomaba en cuenta la diferencia de goles en caso de paridad de puntos. El campeón de cada certamen aseguraba su participación en la Libertadores como Paraguay 1 o 2, sin depender de la posición que ocupe en esta tabla.
| Copa | Pos. | Equipos           | PJ | PG | PE | PP | GF | GC | Dif. | Pts. |
| ---- | ---- | ----------------- | -- | -- | -- | -- | -- | -- | ---- | ---- |
|      | 1.   | Olimpia           | 44 | 26 | 10 | 8  | 82 | 44 | 38   | 88   |
|      | 2.   | Nacional          | 44 | 25 | 8  | 11 | 68 | 45 | 23   | 83   |
|      | 3.   | Libertad          | 44 | 22 | 13 | 9  | 64 | 37 | 27   | 79   |
|      | 4.   | Cerro Porteño     | 44 | 17 | 16 | 11 | 64 | 51 | 13   | 67   |
|      | 5.   | Tacuary           | 44 | 13 | 21 | 10 | 48 | 42 | 6    | 60   |
|      | 6.   | Guaraní           | 44 | 15 | 13 | 16 | 55 | 56 | -1   | 58   |
|      | 7.   | Rubio Ñu          | 44 | 15 | 13 | 16 | 60 | 63 | -3   | 58   |
|      | 8.   | Independiente     | 44 | 11 | 19 | 14 | 55 | 55 | 0    | 52   |
|      | 9.   | Sol de América    | 46 | 12 | 13 | 21 | 48 | 63 | -15  | 49   |
|      | 10.  | 3 de Febrero      | 44 | 9  | 14 | 21 | 52 | 72 | -20  | 41   |
|      | 11.  | General Caballero | 44 | 11 | 8  | 25 | 50 | 85 | -35  | 41   |
|      | 12.  | Sportivo Luqueño  | 44 | 7  | 14 | 23 | 42 | 75 | -33  | 35   |

|                   |                                                                |
|                   | Clasificado a Copa Libertadores 2012 y Copa Sudamericana 2012. |
|                   | Clasificado a Copa Libertadores 2012.                          |
| Copa Sudamericana | Clasificado a Copa Sudamericana 2012.                          |

## Descenso de categoría

### Puntaje promedio
El promedio de puntos de un equipo es el cociente que se obtiene de la división de su puntaje acumulado en los torneos disputados en las últimas tres temporadas por la cantidad de partidos que haya jugado durante dicho período. Este determinó, al final del torneo Clausura de 2011, el descenso a la Segunda División de los equipos que terminaron en los dos últimos lugares de la tabla.
| Pos. | Equipos           | 2009 | 2010 | 2011 | Total | PJ  | Promedio |
| ---- | ----------------- | ---- | ---- | ---- | ----- | --- | -------- |
| 1.   | Libertad          | 82   | 87   | 79   | 248   | 132 | 1,878    |
| 2.   | Cerro Porteño     | 81   | 91   | 67   | 239   | 132 | 1,810    |
| 3.   | Nacional          | 77   | 77   | 83   | 237   | 132 | 1,795    |
| 4.   | Olimpia           | 70   | 71   | 88   | 229   | 132 | 1,734    |
| 5.   | Guaraní           | 67   | 85   | 58   | 210   | 132 | 1,590    |
| 6.   | Rubio Ñu          | 63   | 66   | 58   | 187   | 132 | 1,416    |
| 7.   | Tacuary           | 64   | 37   | 60   | 161   | 132 | 1,219    |
| 8.   | Independiente     | -    | -    | 52   | 52    | 44  | 1,181    |
| 9.   | Sol de América    | 50   | 45   | 49   | 144   | 132 | 1,090    |
| 10.  | Sportivo Luqueño  | 51   | 42   | 35   | 128   | 132 | 0,969    |
| 11.  | General Caballero | -    | -    | 41   | 41    | 44  | 0,931    |
| 12.  | 3 de Febrero      | 43   | 38   | 41   | 122   | 132 | 0,924    |

|  |                                   |
|  | Descendido a División Intermedia. |